# Dynastie Obrenović
 (juillet 2024).
Si vous disposez d'ouvrages ou d'articles de référence ou si vous connaissez des sites web de qualité traitant du thème abordé ici, merci de compléter l'article en donnant les références utiles à sa vérifiabilité et en les liant à la section « Notes et références ».
La dynastie Obrenović, parfois orthographiée Obrenovitch (en serbe cyrillique : Обреновићи), est une famille royale qui régna sur la Serbie de 1815 à 1842, puis de 1858 à 1903.
Elle arriva au pouvoir par la légitimité que lui donna sa participation aux insurrections serbes de libération contre l’Empire ottoman et notamment grâce au soulèvement  de Miloš Ier Obrenović contre les Turcs en 1815. Elle joua ainsi un rôle important dans l’émancipation de la Serbie.
Dans l'exercice du pouvoir, elle fut en constante rivalité avec la famille Karageorgević. Elle s'éteint après l'assassinat, lors du coup d'État de mai, du roi Alexandre Ier et de son épouse, le 29 mai 1903.

## Liste des princes régnants et des rois
- Miloš Ier Obrenović (1815-1839, 1858-1860)
- Milan Obrenović II (13 juin 1839 - 9 juillet 1839)
- Michel Obrenović III (9 juillet 1839 - 6 septembre 1842 ; 26 septembre 1860 - 10 juillet 1868)
- Milan Obrenović IV (11 juillet 1868 - 6 mars 1889). En 1882, il devient roi de Serbie sous le nom de Milan Ier.
- Alexandre Ier de Serbie (1889-1903)

## Autres membres de la dynastie
- Nathalie Obrenović, femme du roi Milan Ier
- La reine Draga, femme du roi Alexandre Ier de Serbie
- Nicolas, prince de Monténégro, descendant du frère de Miloš Ier Obrenović

## Filiation
- Todor Mihailović (mort en 1802), épouse Visnja Gojković (morte en 1817)
  - Milos (1780-1860), épouse Ljubica Vukomanović (1788-1843)
    - Petrija (1810-1870), épouse Todor Bajić de Varadija
    - Jelisaveta (1814-1848), épouse Jovan Nikolić
    - Milan (1819-1839)
    - Michel (1823-1868), épouse Júlia Hunyady de Kéthely (en) (1831-1919)
    - Marija (1830-1830)

  - Jevrem (1790-1856), épouse Tomanija Bogićević
    - Jelena, épouse Konstantin Hadija (en)
    - Milos (1829-1861), épouse Elena Maria Catargiu (1831-1876/1879)
      - Milan (1854-1901), épouse Natalija Keško
        - Alexandre, épouse Draga Mašin

    - Anka (en) (1821-1868), épouse Aleksandar Konstantinović
      - Aleksandar Konstantinović (mort en 1914), épouse Mileva Opuić
        - Natalija Konstantinović (en) (1882-1950), épouse Mirko Dimitri Petrović-Njegoš (1879-1918)
          - Mihailo Petrović-Njegoš (1908-1986)
            - Nikola Petrović-Njegoš (né en 1944)

      - Katarina Konstantinović (en) (1848-1910), épouse Milivoje Blaznavac (en)